# Llengües andi
Les llengües andi són una branca de les llengües del Nord-est del Caucas (família daguestànica de llengües). Foren unides a la llengua àvar i per un temps al dido per formar la branca de llengües Àvar-Andi o Àvar-Andi-Dido de la família.